# Râul Cepelarska
Râul Cepelarska (în bulgară: Чепеларска река, sau Ciaia, Чая și Asenița, Асеница) este un râu în Regiunea Plovdiv și Regiunea Smolian, Bulgaria. El are o lungime de 87 km și traversează așezările: Cepelare, Bacikovo și Asenovgrad. 
Râul Banska izvorâște din apropierea Vârfului Rojin, Munții Rodopi de Vest.